# Taubner Károly
Taubner Károly (Velegh, 1809. október 15. – Verona, 1860 körül) matematikus, bölcseleti doktor, evangélikus lelkész és igazgató-tanár, a Magyar Tudományos Akadémia levelező tagja.

## Élete
Középiskolai, bölcseleti és hittani tanulmányait Sopronban végezte, hol az evangélikus főiskolában fennálló magyar társaság titkára s úrfiak oktatója volt. A lelkészi vizsgálat letétele után 1834-ig a Dunaszkin és Nikolits családoknál Pesten és Temesvárt nevelősködött. 1837-ben Berlinben hallgatta a bölcseleti, nyelvészeti, természettani, felsőbb-mértani s csillagászati tudományokat s a letett vizsgálatok után elnyerte a bölcselet és szépművészetek doktorságát és tagja lett a nyelvészeti seminariumnak. Majd ifjabb Radzinszky gróf mentora lett s ezzel beutazta északi Német-, Lengyel-, Orosz-, Svéd-, Dán- és Poroszországot. 1837-ben a pesti evangélikus gimnáziumba hívták meg igazgató-tanárnak, hol 1838-ban Mária Dorottya főhercegnőnek, József nádor nejének udvari papja is lett. 1840-ben Franciaország s déli Németország egy részét utazta be. Ezen év szeptember 5-én a Magyar Tudományos Akadémia levelező tagjának választotta. 1844-ben evangélikus tábori pap lett a lombard-velencei királyságban és Milanóban lakott. Több olaszországi tudományos egyesület tagja, császári és királyi consistoriális tanácsos és az arany érdemjegy tulajdonosa, a hesseni nh. Lajos-lovagrend keresztjének első, a hannoveri Guelf lovagrend negyedik osztályú vitéze volt. Halálozási éve ismeretlen.
Cikkei a Tudományos Gyűjteményben (1835. III. Demosthenes három beszéde és Olynthusiakért, IV. Egy-két szó miként utánozta Horatius a görögöket, IX. Gondolatok az emberiség előhaladó művelődéséről, 1838. IX., X. Az újabb bölcselkedés fő tüneményeiről); az Athenaeumban (1839. II. Párhuzam Aristoteles és Hegel közt); a Tudománytárban (1841. A fourieri módszer a felsőbb fokú számegyenletek feloldásáról, 1842. Miként találák ki földünk nagyságát, Adatok a kúpmetszetek elméletéhez); a Prot. Egyházi és Iskolai Lapban (1842-től, melynek ez évben egyik szerkesztője volt); az Akadémiai Értesítőben (IV. 1843. Rövid tudósítása a dalmátországi levéltári kutatásairól, 1847. Tudósítása olasz- és dalmáthoni utazásáról, Nevezetesb láttani görbékről).

## Munkái
- Birálati vizsgálat Hegel bölcselkedése felett. Pest, 1838.
- Die Verherrlichung Gottes in den Nöthen dieser Welt. Gedächtnissrede am Jahrestege der Donauüberschwemmung von 1838. gehalten... 1839. Uo.
- A lélekeszme, bölcsészeti-történetbírálati szempontból, különös tekintettel Hegelre. Uo. 1839.
- Anakreon dalai. Ford... Kiadta Vajda Péter egy toldalékkal. Uo. 1839.
- Archimedes körmérése, Eutropius magyarázásával. Ford. Uo. 1840.
- Mértan. I. rész. Számtan. Uo. 1841.
- Tiszta mennyiségtan. Kézikönyvül. Két rész. Uo. 1843. (I. Számtan, 2. jav. kiadás. II. Mértan 5 idomtáblával).
- Az első és másodrendű görbék öszrendesekre átvitele és főbb tulajdonságaik. Első rangú pályamunka. Buda, 1844. (A Magyar Tudományos Akadémia által 100 arannyal díjaztatott. Mathem. Pályamunkák I.).
- Imádságos könyv mind a két felekezetű evangélikus császári és királyi hadfiak számára. Pest, 1855.